# Метаморфозы (Штраус)

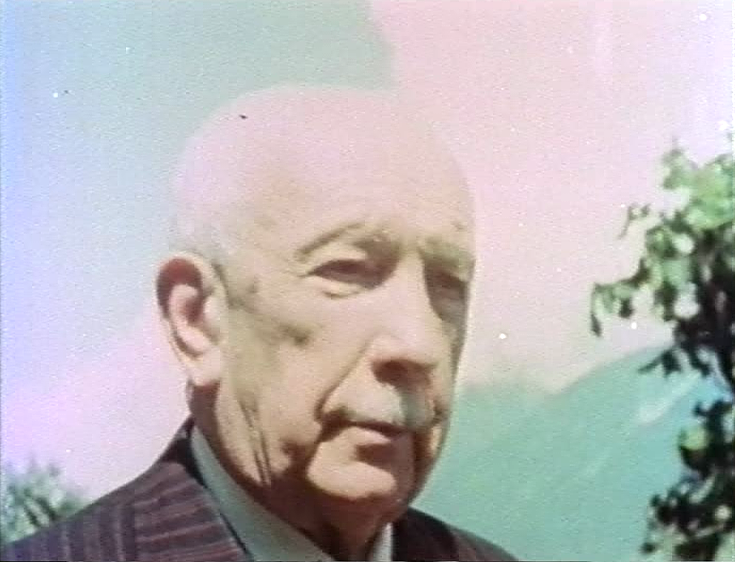
Рихард Штраус в Гармиш-Партенкирхене

Метаморфозы (нем. Metamorphosen) ― произведение Рихарда Штрауса для десяти скрипок, пяти альтов, пяти виолончелей и трёх контрабасов. Примерная продолжительность «Метаморфоз» ― 25-30 минут. Произведение было написано в последние годы Второй мировой войны, с августа 1944 по март 1945 года. Сочинение композиции было заказано Паулем Захером, основателем и директором Цюрихского музыкального колледжа. Впервые «Метаморфозы» были исполнены 25 января 1946 года.

## Музыка
В произведении пять главных тем. Первые четыре темы появляются в начальных 20 тактах; последняя, пятая тема появляется только в 82 такте.